# Heinrich Heinkelmann
Heinrich Friedrich August Heinkelmann (* 8. Mai 1807 in Bamberg; † 15. Februar 1866 ebenda) war ein Bamberger Arzt und politischer Aktivist. Er war Mitverfasser der 14 Bamberger Artikel.
Ursprünglich hatte Heinkelmann in München, Erlangen und Jena Jura studiert und wäre so wie sein Freund und Weggefährte, der demokratische Politiker Nikolaus Titus, Advokat geworden. Heinkelmann hat aus politischen Gründen das Examen nicht bestanden und schloss ein Medizinstudium an, das er 1836 mit dem Dr. med. abschloss. Ab 1839 praktizierte er als Arzt in Ebensfeld, ab 1846 in seiner Heimatstadt Bamberg. Er starb an Tuberkulose.
Während seines Studiums wurde er 1827 Mitglied der Burschenschaft Markomannia München, 1829 der Burschenschaft Germania München, 1829 der Alten Erlanger Burschenschaft Germania, 1830 der Alten Würzburger Burschenschaft Germania und 1830 wahrscheinlich der Burschenschaft in Jena. Im Zuge der Demagogenverfolgung wurde er wegen seiner burschenschaftlichen Betätigung im Schwarzen Buch der Frankfurter Bundeszentralbehörde (Eintrag Nr. 651) festgehalten.
Neben Nikolaus Titus war Heinkelmann der prominenteste Bamberger Demokrat während der Revolution von 1848/49. Schon die Jahre davor war er politisch tätig. Während des Studiums war er wegen einer Hochverratsanklage in Untersuchungshaft, im Juni 1849 wurde er erneut verhaftet. Nach seinem Freispruch war er gesundheitlich angeschlagen bis zu seinem Tod.
Aus der Beziehung mit der dreißig Jahre jüngeren Justina Wilhelmina Schedel aus einer angesehenen Bamberger Familie ging 1856 ein unehelicher Sohn, der Apotheker und Sammler Joseph Schedel hervor.
In Bamberg ist eine kleine Straße nach ihm benannt. An seinem Wohnhaus in Bamberg in der Kapuzinerstr. 11 wurde an seinem Todestag, dem 15. Februar 2016 eine Gedenktafel vom Ärztlichen Kreisverband Bamberg angebracht.